# Kabekl M’tal
Die Kabekl M’tal ist ein Patrouillenboot der palauischen Division of Marine Law Enforcement. Das Boot wurde von der japanischen Nippon Foundation und der Sasakawa Peace Foundation dem Staat Palau geschenkt. Es wurde im Oktober 2012 ausgeliefert.
Die Schwesterschiffe sind Kedam (2018), Euatel (2017) und Bul (2012).
Die Schiffe sollen vor allem als Fischereischutzboote eingesetzt werden.